# Roccella Ionica
Roccella Ionica – miejscowość i gmina we Włoszech, w regionie Kalabria, w prowincji Reggio Calabria.
Według danych na rok 2004 gminę zamieszkiwały 6762 osoby, 182,8 os./km².
Roccella Ionica powstała w czasach wielkich kolonii greckich (Magna Grecia) jako Amphisya, wspominana przez Owidiusza w jego Metamorfozach. Około roku 1000 przybrała nazwę Rupella, zmienioną później na Arocella, nawiązującą do jej położenia na skale.
Dalsze losy Roccelli związane były ściśle z losami Locri, potężnego wówczas miasta – republiki, panującego nad terytorium rozciągającym się od półwyspu Zeffirio do obecnego Allaro. Podczas rzymskiej ekspansji na południe Półwyspu Apenińskiego Roccella wraz z Locri włączona została do rzymskiego imperium.
Pierwsza pisana wzmianka o Roccelli pochodzi z 1270, z dokumentu, którym Gualtieri de Collepietro przekazał zamek w Roccella di San Vittore możnowładcy Carlo I d’Angiò. W następnym okresie Roccellę atakowali Saraceni. Od pierwszej połowy wieku XIV do połowy XV w. miejscowość ta była w rękach książęcej rodziny Ruffo di Catanzaro. Aż do początków XIX wieku Roccellą władały kolejne rodziny panów feudalnych: książąt Ruffo, markizów Crotone – Centelles, Baldaxi, oraz do zniesienia feudalizmu przez Francuzów (1806) – książąt Carafa della Spina.
Najciekawszym zabytkiem Roccella Ionica jest zamek normański, wzniesiony przez Gualtieri De Collepietro na nadmorskiej skale (104 m n.p.m.)

## Właściciele feudalni
- 1270 Gualtieri De Collepietro
- 1331 Pietro III Ruffo
- 1340 Antonio lub Antonello Ruffo
- 1377 Nicolò Ruffo
- 1434 Giovannella Ruffo Colonna
- 1435 Enrichetta Ruffo di Calabria
- 1441 Enrichetta Ruffo di Calabria, żona Antonio Centelles
- 1445 Galeotto Baldaxi
- 1462 Antonio Centelles
- 1479 Jacopo Carafa
- 1488 Vincenzo Carafa
- 1528 Giovanbattista Carafa
- 1553 Girolamo Carafa
- 1574 Fabrizio Carafa
- 1630 Girolamo Carafa
- 1652 Fabrizio Carafa
- 1671 Carlo Maria Carafa Branciforte
- 1695 Giulia Carafa Branciforte
- 1707 Vincenzo Carafa
- 1728 Gennaro Maria Carafa
- 1774–1806 Vincenzo Maria Carafa